# Borchgrevinkisen
Der Borchgrevinkisen ist ein Gletscher im ostantarktischen Königin-Maud-Land. Er fließt in nördlicher Richtung zur Westseite des Nunataks Taggen im Westen des Gebirges Sør Rondane.
Norwegische Kartografen kartierten ihn 1957 anhand von Luftaufnahmen, die bei der US-amerikanischen Operation Highjump (1946–1947) entstanden waren. Namensgeber ist der norwegische Polarforscher Carsten Egeberg Borchgrevink (1864–1934), Leiter der Southern-Cross-Expedition (1898–1900).